# Estación de Parc Nou
La estación de Parc Nou del metro de Barcelona es una estación de la línea 9 que está situada en el barrio de Sant Cosme del municipio de El Prat de Llobregat. Dispone de ascensores y escaleras mecánicas. En esta estación no solamente pararan trenes de la línea 9, también llegarán trenes de la línea 2 por el mismo túnel y que permitirán llegar al centro de Barcelona. La estación de la L9 se abrió al público el día 12 de febrero de 2016, y la de la L2 no tiene fecha.
| << cabecera | < estación | línea                      | estación > | cabecera >>           |
| ----------- | ---------- | -------------------------- | ---------- | --------------------- |
| Metro       |            |                            |            |                       |
| Aeroport T1 | Mas Blau   | (20??)                     | Cèntric    | Badalona Pompeu Fabra |
| Aeroport T1 | Mas Blau   | Zona Universitària Can Zam | Cèntric    |                       |